# Julio Cesar de Mello e Souza
Julio Cesar de Mello e Souza (Rio de Janeiro, 6 mai 1895 – Recife, 18 juin 1974), est un écrivain brésilien et professeur de mathématiques. Il est connu au Brésil ainsi qu'à l'étranger pour ses livres de mathématiques récréatives, la plupart publiés sous le pseudonyme de Malba Tahan (Ali Iezid Izz-Edim Ibn Salim Hank Malba Tahan) sous lequel il est mieux connu ou Breno de Alencar Bianco.

## Carrière
Un de ses biographes l'a surnommé « le seul professeur de mathématiques qui devint célèbre comme joueur de football ».  Il a écrit 69 livres de contes ainsi que 51 livres sur les mathématiques et d'autres sujets; en 1995 il avait vendu plus de deux millions de livres.  Son livre le plus connu, L'Homme qui calculait (O Homem que Calculava, 1938), a été réédité pour la 54e fois en 2001.
Les ouvrages les plus fameux de Mello e Sousa, dont L'Homme qui calculait, sont des recueils de problèmes, puzzles et curiosités mathématiques, sous forme de contes inspirés par les Mille et Une Nuits.  Le sujet de ses recherches — non seulement les mathématiques, mais aussi l'histoire, la géographie, et la culture de l'Empire islamique qui constitue la trame ainsi que l'arrière-plan de ses livres. Pourtant les voyages de Mello e Souza en dehors du Brésil se sont cantonnés à de courtes visites à Buenos Aires, Montevideo et Lisbonne : il n'a jamais mis les pieds dans les déserts et les villes qu'il a si bien décrits dans son livre.
Julio Cesar de Mello e Souza est très critique vis-à-vis des méthodes d'enseignement brésiliennes, et tout spécialement de l'enseignement des mathématiques. "Le professeur de mathématiques est un sadique," déclarait-il, "qui adore rendre toute chose la plus compliquée possible."  En éducation, il était en avance sur son temps de plusieurs dizaines d'années et aujourd'hui ses propositions sont néanmoins plus appréciées que mises en pratique. 
Pour ses livres, Julio Cesar de Mello e Souza reçoit le prestigieux prix de l'Académie brésilienne des lettres et devient membre de l'Académie des lettres du Pernambouc (pt). L'Institut Malba Tahan est fondé en 2004 à Queluz afin de préserver son héritage. Le parlement de Rio de Janeiro fait de sa date de naissance, le 6 mai, le Jour des mathématiques.